# سیاه‌پوش (نیر)
سیاه پوش یک روستا در منطقه آذربایجان استان اردبیل، شهرستان نیر است که در دهستان یورتچی شرقی واقع شده‌است. همچنین آبشار شرّاتان در دربند شوران این روستا واقع شده است.  براساس سرشماری مرکز آمار ایران در سال ۱۳۹۵، سیاه پوش ۸۶ نفر جمعیت دارد.